# Ernst Ferdinand Nolte

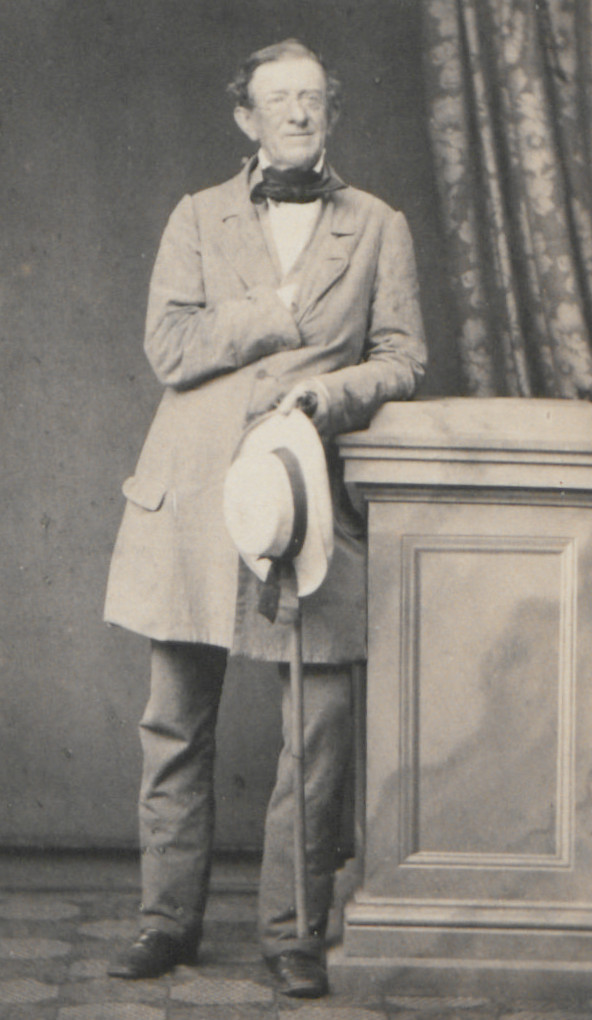
Ernst Ferdinand Nolte, 1861 fotografiert von Johann Martin Graack.

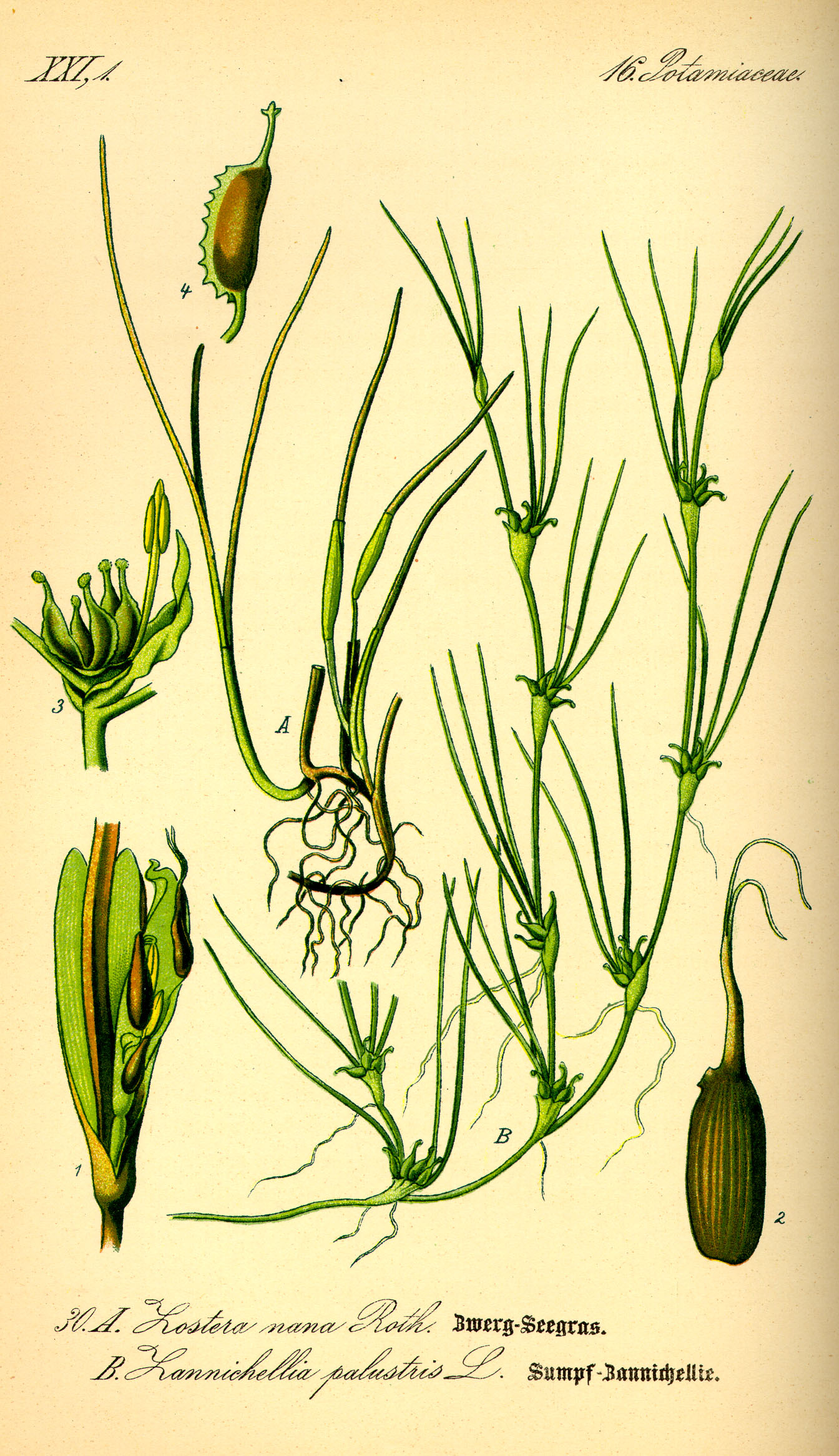
Das Seegras Zostera noltii wurde zu Ehren von Ernst Ferdinand Nolte benannt.

Ernst Ferdinand Nolte (* 24. Dezember 1791 in Hamburg; † 18. Februar 1875 in Kiel) war ein deutscher Botaniker, der an der Flora Schleswig-Holsteins arbeitete und viele Beiträge zur Flora Danica lieferte. Sein offizielles botanisches Autorenkürzel lautet „Nolte“.  

## Leben
Nach Privatunterricht in Hamburg kam Nolte mit 18 Jahren nach Schwerin, um durch Hofmedicus Johann David Wilhelm Sachse durch Unterricht in den alten Sprachen und den Naturwissenschaften auf ein Universitätsstudium vorbereitet zu werden. Hier erwachte Noltes Neigung zur Botanik, die er durch zahlreiche botanische Exkursionen förderte. Um nicht in das französische Heer eingezogen zu werden, floh er schließlich nach Goslar und trat dort als Lehrling bei dem Apotheker Braunholz ein, ehe er sich im Herbst 1813 an der Universität Göttingen immatrikulierte. Er studierte Medizin, trieb aber daneben ebenso eifrig Botanik, wobei ihm die Bekanntschaft von Männern wie Friedrich Wilhelm Wallroth, Heinrich Gustav Flörke, Göran Wahlenberg, Johann Georg Christian Lehmann und Joakim Frederik Schouw nutzte.
Regelmäßige Exkursionen führten ihn in die verschiedensten Gegenden Norddeutschlands. Lauenburg, dessen bester Florist er später wurde, scheint er 1815 als erstes bereist zu haben. 1817 wurde Nolte zum Dr. med. promoviert und setzte seine Ausbildung in Berlin an der Charité fort. Er botanisierte zusammen mit Schlechtendal.
Im Herbst 1818 verließ er Berlin und begab sich, nach einer kurzen Tätigkeit als Assistent des Botanikers Meyer in Göttingen, im Sommer 1820 nach Ratzeburg zu seiner Familie. Bei einem Aufenthalt im benachbarten Mölln lernte Nolte den Kopenhagener Professor der Botanik, Jens Wilken Hornemann kennen, der Herausgeber der Flora Danica war.
Nolte wurde einer seiner Mitarbeiter, der mit Unterstützung der dänischen Regierung von 1821 bis 1823 Lauenburg und die Elbherzogtümer floristisch erforschte. 1824 siedelte Nolte auf Hornemanns Wunsch mit seinen Pflanzenschätzen und Erfahrungen nach Kopenhagen über. Ein Jahr später erschien seine erste Arbeit Botanische Bemerkungen über Stratiotes und Sagittaria, die von der Gesellschaft für Wissenschaft in Kopenhagen mit der silbernen Medaille ausgezeichnet wurde. Nolte stellt vor allem die Vermehrung der Pflanzen auf vegetativem und generativem Weg dar und gibt eine für die damalige Zeit fortschrittliche Darstellung ihrer geographischen Verbreitung. Nolte durchforschte Seeland, Fünen, Jütland und die Inselgruppen an beiden Küsten des schleswig-holsteinischen Festlandes.
Im Sommer 1826 erhielt er die Professur für Botanik in Kiel und wurde Direktor des Botanischen Gartens Kiel. Sein berühmtester Schüler ist der Erkunder der Pflanzenwelt Australiens, Ferdinand von Mueller. Nolte nahm von Kiel aus die Erforschung der Flora der Elbherzogtümer Schleswig, Holstein und Lauenburg verstärkt in Angriff und schloss Freundschaft mit dem Hamburger Botaniker Heinrich Gustav Reichenbach, von dem er Unterstützung erhielt. Seine Tätigkeit für die Flora Danica stellte er 1840 ganz ein. Der botanische Garten in Kiel nahm unter seiner Leitung einen kräftigen Aufschwung, die Anlage und Vergrößerung des Universitätsherbariums lag ihm besonders am Herzen.
1860 starb seine Frau, Tochter des Physikers Christoph Heinrich Pfaff, was ihn in einen zerrütteten Zustand versetzte. Seine Sehkraft nahm rasch ab; eine Lähmung der rechten Hand machte ihm das Schreiben schwer und eine heftige Bronchitis, die ihn 1864 befiel, vergrößerte sein Siechtum. Anfangs suchte er auf Kuren Linderung, die ihn in die Schweiz, nach Bayern und nach Österreich führten. 1873 wurde er pensioniert.

## Ehrungen
Zu Ehren von Nolte benannte Jens Wilken Hornemann in der Flora Danica ein Seegras Zostera noltii, das 2001 in die Gattung Nanozostera eingegliedert wurde. Heinrich E. Weber nannte 1972 (publ. 1973) eine Brombeere Rubus noltei. Nach ihm benannt ist auch die Pflanzengattung Noltea (Brongn.) Rchb. aus der Familie der Kreuzdorngewächse (Rhamnaceae).
1864 wurde Nolte zum Mitglied der Leopoldina gewählt.

## Schriften (Auswahl)
- Botanische Bemerkungen über Stratiotes und Sagittaria. Hartwig Friderich Popp, Kopenhagen 1825.
- Primitiae florae Holsaticae. Suppl. 2: Novitiae florae Holsaticae: sive supplementum alterum Primitiorum Holsaticae G. H. Weberi. Kiel 1826, Online.